# 张家界航空工业职业技术学院
张家界航空工业职业技术学院（英語：Zhangjiajie Institute of Aeronautical Engineering）位于湖南省张家界市永定区解放路38号，是湖南省一所高等专科大学。

## 历史

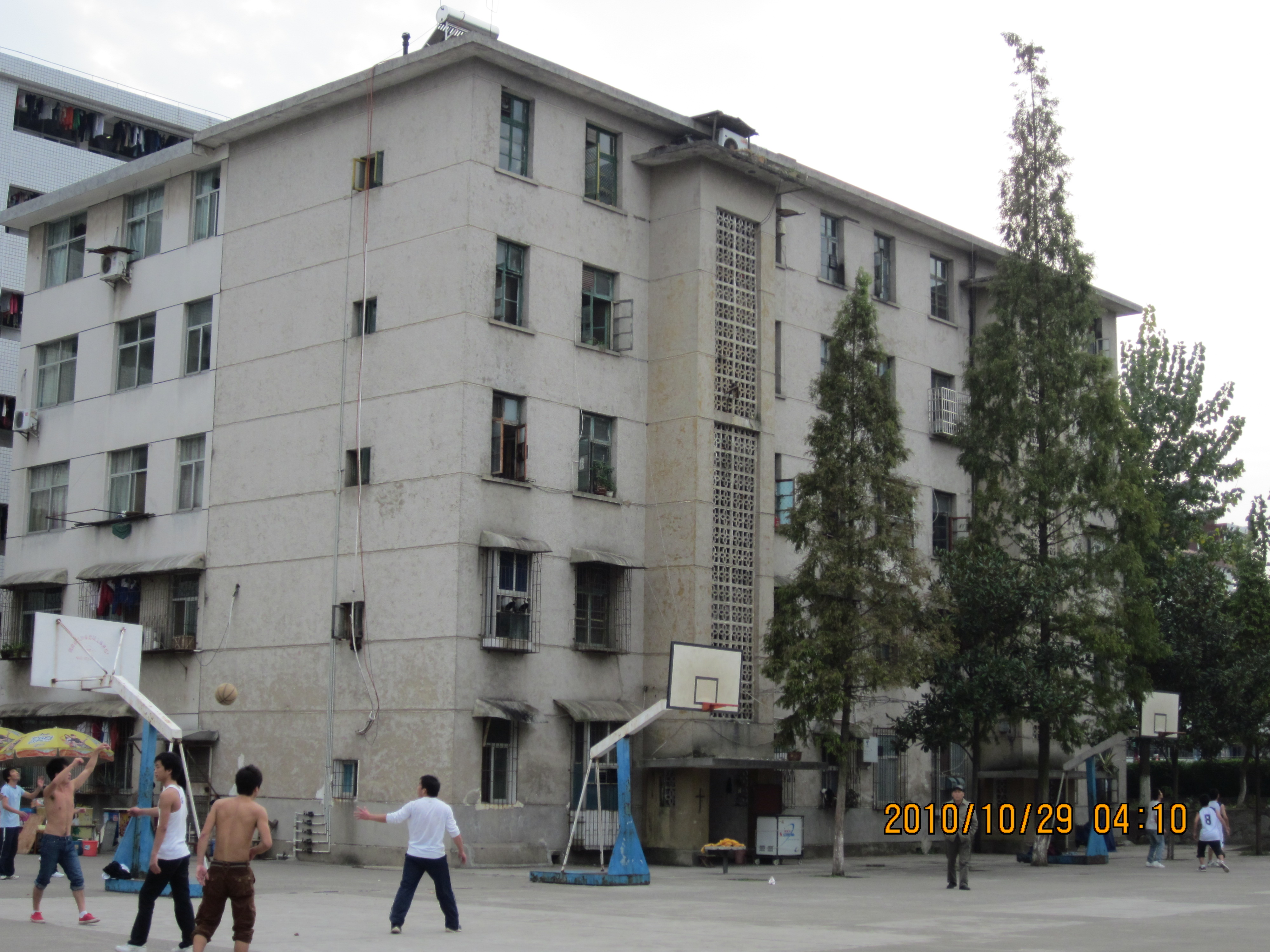
宿舍。

1979年，张家界航空工业职业技术学院是中华人民共和国航空航天工业部下辖的一个学校，后转交给湖南省教育厅管理。

## 学校院系

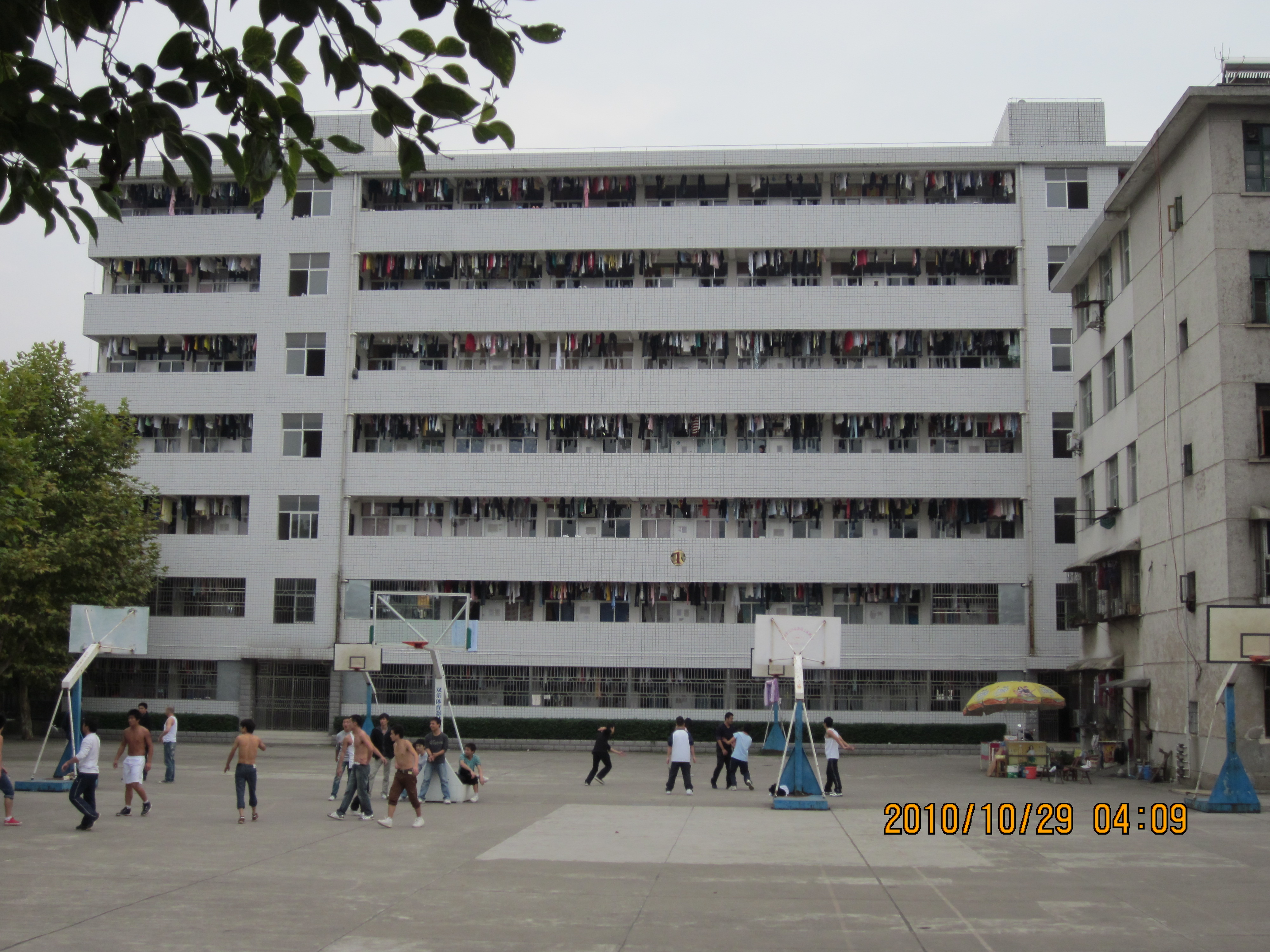
操场和宿舍。

张家界航空工业职业技术学院一共拥有6个院系，3个部。

### 系
航空制造工程系、航空电气系、信息工程系、 航空维修工程系、旅游管理系、经济管理系。

### 部
经济管理、基础部、体育部

### 校报
《张航青年》是张家界航空工业职业技术学院的校园官方刊物。

## 荣誉
张家界航空工业职业技术学院先后荣获“全国机械行业骨干职业院校”、“全国汽车行业骨干院校”、“中央财政支持的数控实训基地建设单位”、“国防科技工业职业教育实训基地”、“省级文明高等学校”等荣誉称号。